# Нова українська школа
«Нова́ украї́нська шко́ла» (НУШ) — реформа шкільництва Міністерства освіти і науки, яка передбачала створення школи, де діти будуть навчатися через діяльність, «у якій буде приємно навчатись і яка даватиме учням не тільки знання, а й вміння застосовувати їх у житті». 2017—2018 навчального року 100 шкіл тестували новий стандарт, з 2018—2019 року усі перші класи навчаються за ним. 
Наразі у початкових класах НУШ немає оцінок. У 1-2 класах – взагалі, а в 3-4 класах замість балів застосовується рівнева система оцінювання. Зокрема, МОН рекомендує вчителям користуватися такими позначками: П (початковий рівень), С (середній рівень), Д (достатній рівень) та В (високий рівень).

## Мета
Мета реформи — створити школу, у якій «буде приємно навчатись», а також яка «виховає інноватора та громадянина, який вміє ухвалювати відповідальні рішення».
«Метою повної загальної середньої шкільної освіти є різнобічний розвиток, виховання і соціалізація особистості, яка усвідомлює себе громадянином України, здатна до життя в суспільстві та цивілізованої взаємодії з природою, має прагнення до самовдосконалення і навчання впродовж життя, готова до свідомого життєвого вибору та самореалізації, трудової діяльності та громадянської активності»

## Формула НУШ
Формула НУШ складається з дев'яти компонентів:
- Формування компетентностей
- Умотивований учитель, що має можливість розвиватися і свободу впроваджувати нові напрацювання
- Ціннісне виховання
- Автономія для шкіл
- Трикутник партнерства учень-вчитель-батьки
- Дитиноцентризм
- Нова структура школи
- Справедливий розподіл публічних коштів
- Сучасне освітнє середовище

## Ключові компетентності
10 Ключових компетентностей:
- Спілкування державною (і рідною, у разі відмінності) мовами
- Спілкування іноземними мовами
- Математична компетентність
- Основні компетентності у природничих науках і технологіях
- Інформаційно-цифрова компетентність
- Уміння вчитися впродовж життя
- Ініціативність і підприємливість
- Соціальна та громадянська компетентності
- Обізнаність та самовираження у сфері культури
- Екологічна грамотність і здорове життя

Усі компетентності є однаково важливими. Вони розвиваються на різних уроках впродовж всього періоду навчання. Спільними для всіх компетентностей є вміння читати і розуміти прочитане, висловлювати думку усно і письмово, критичне мислення, здатність логічно обґрунтовувати позицію, виявляти ініціативу, творити, уміння вирішувати проблеми, оцінювати ризики та приймати рішення, уміння конструктивно керувати емоціями, застосовувати емоційний інтелект, здатність співпрацювати в команді.
Через новий підхід до навчання та очікуваних результатів (оволодіння компетентностями замість засвоєння певного обсягу навчального матеріалу) буде створена нова система оцінювання результатів навчання та змінено зміст ЗНО.

## Педагогіка партнерства
Частиною формули НУШ є педагогіка партнерства, а саме трикутник учень-учитель-батьки. Передбачається, що родина має бути залучена до навчання дитини, співпрацювати з учителем. Він, у свою чергу, має стати для дитини другом.
Основні принципи педагогіки партнерства:
- повага до особистості
- доброзичливість і позитивне ставлення
- довіра у відносинах
- діалог — взаємодія — взаємоповага
- розподілене лідерство (проактивність, право вибору та відповідальність за нього, горизонтальність зв'язків)
- принципи соціального партнерства (рівність сторін, добровільність узяття зобов'язань, обов'язковість виконання домовленостей)

## Підготовка вчителів
Одним з основним напрямків підготовки до реформи є підготовка вчителів. На онлайн-платформі Ed-era був розроблений шеститижневий курс для вчителів перших класів, що є першим етапом. Далі йде безпосереднє навчання вчителів тренерами, що пройшли підготовку за програмою ГО «Освіторія» спільно з МОН. На початок 2018—2019 навчального року підвищення кваліфікації пройшли понад 22 тисячі вчителів початкових класів.

## Структура
Навчання триватиме 12 років, як прийнято в більшості розвинених країн. Початкова школа триває чотири роки і поділяється на два цикли (1-2 класи — адаптаційно-ігровий, 3-4 класи — основний). Базова середня освіта — п'ять років і поділяється на два цикли (5-6 класи — адаптаційний, 7-9 класи — базове предметне навчання). Профільна середня освіта — три роки, передбачає вибір академічного чи професійного спрямувань.
Академічне спрямування передбачає поглиблене вивчення певних предметів (обираються не тільки предмети, але й їх рівень складності), орієнтацію на подальше навчання в університеті.
Професійне забезпечує отримання першої професії і повну загальну середню освіту. Можливість навчатися далі цей напрямок не обмежує.

## Новий освітній простір
У класі має бути створено 8 навчальних осередків:
- навчально-пізнавальної діяльності (з партами/столами)
- змінні тематичні осередки (дошки/фліпчарти/стенди для діаграм з ключовими ідеями)
- для гри (інвентар для настільних та рухливих ігор)
- художньо-творчої діяльності
- куточок живої природи для проведення дослідів (пророщення зерна, догляд за рослинами, акваріум)
- відпочинку (з килимом для сидіння та гри, пуфами, подушками)
- дитяча класна бібліотека
- осередок вчителя

Складовими нового простору для шкіл є: креативний зовнішній та внутрішній дизайн, комфорт та енергоефективність, сучасні умови для навчання, розвитку та спілкування, багатофункціональне середовище. Крім того, освітній простір організовується таким чином, щоб учитель міг спостерігати за діяльністю дітей в усіх осередках, діти мали можливість безпечно переміщуватися і мали місце для зберігання особистих речей.

## Дослідження НУШ
У 2019 році МОН провело дослідження рівня сформованості наскрізних умінь учнів початкової школи. У ньому взяли участь 3-ті класи, серед яких і пілотні НУШ. 
НАВІЩО ПРОВОДИТИ ДОСЛІДЖЕННЯ
Український центр оцінювання якості освіти започаткував дослідження того, наскільки у випускників початкових шкіл сформовані читацька та математична компетентності. Проте важливо дослідити, наскільки учні володіють м’якими навичками та як батьки, учні, вчителі та директори шкіл ставляться до реформи НУШ.
ХТО БРАВ УЧАСТЬ
У ньому взяли участь третьокласники, які навчаються за старою системою (тобто за Держстандартом 2011 року), а також учні пілотних класів НУШ (які пілотують новий Держстандарт початкової освіти). Така вибірка дає змогу порівняти результати третьокласників, які навчаються за старим і новими стандартами.
Також в дослідженні взяли участь батьки і вчителі цих учнів та керівники цих шкіл.
Географія дослідження – усі 24 області (окрім окупованих територій) та Київ. У кожній області представлено всі типи населених пунктів: обласні центри, великі міста з населенням понад 100 тисяч, малі міста, СМТ та села.
Вибірка шкіл – 150 вибраних випадково (адміністрація однієї школи відмовилася, тому фактично дослідження провели у 149-ти):
25 пілотних шкіл (по одній у кожному регіоні);
30 спеціалізованих шкіл, вибраних випадково;
95 загальноосвітніх шкіл та НВК.
Загалом вийшло 897 третьокласників.
ЯК ДОСЛІДЖУВАЛИ
Для оцінювання рівня сформованості наскрізних умінь учнів початкової школи використовували:
1. компетентнісні завдання;
2. форма спостереження за виконанням компетентнісного завдання складалася з 13 закритих запитань щодо таких наскрізних умінь: читання з розумінням, уміння висловлювати власну думку усно й письмово, критичне та системне мислення, творчість, ініціативність, здатність логічно обґрунтовувати позицію, вміння конструктивно керувати емоціями, оцінювати ризики, ухвалювати рішення, розв’язувати проблеми, співпрацювати з іншими;
3. анкета самооцінювання учнів із 6-ти закритих запитань щодо оцінки процесу виконання завдань, а також власної участі та внеску в діяльності групи;
4. форма спостереження за проведенням уроку вчителем, що передбачала фіксацію різних типів висловлювань, запитань, а також способів взаємодії педагога з учнями на занятті;
5. форма спостереження за роботою учнів на уроці, що передбачала фіксацію інформації про тривалість конкретних етапів заняття та типів активностей; час, впродовж якого учні працювали в парах, групах, індивідуально та колективно; різновиди діяльності, що відбувалися під час занять;
6. анкета учня (інформація про уподобання щодо навчальних предметів та різновидів діяльності на уроках; оцінка частоти певних подій, практик, заходів, пов’язаних із навчальним процесом);
7. анкета вчителя (ставлення до 32-х тверджень, які характеризують навчання в початковій школі; відповіді на 16 запитань щодо професійного досвіду, підвищення кваліфікації, навчально-методичного забезпечення, методів роботи);
8. анкета батьків (запитання про реформу НУШ та ставлення до неї, про взаємодію з дитиною та закладом освіти);
9. протокол (форма) інтерв’ю з керівником школи (опитування директорів шкіл про імплементацію реформи НУШ на локальному рівні, про професійні та управлінські виклики у зв’язку з реформою, про взаємодію з колегами, учнями та батьками).
РЕЗУЛЬТАТИ
Рівень сформованості наскрізних умінь:
(Для аналізу застосовували чотирирівневу шкалу – високий, достатній, середній і низький рівні. Учні працювали в групах переважно по 6 осіб.)
1. Більше половини груп учнів на достатньому та високому рівнях володіють усіма наскрізними уміннями з чинного Держстандарту (читання з розумінням, уміння висловлювати власну думку усно й письмово, критичне та системне мислення, творчість, ініціативність, здатність логічно обґрунтовувати позицію, вміння конструктивно керувати емоціями, оцінювати ризики, ухвалювати рішення, розв’язувати проблеми, співпрацювати з іншими особами).
2. Немає жодного наскрізного вміння, за яким б у третьокласників у груповій взаємодії домінували показники низького рівня.
3. Групи учнів з класів із високою наповненістю (понад 30 учнів) впоралися з компетентнісними завданнями краще, ніж групи учнів з класів із середньою (від 20 до 30 учнів) та невисокою наповненістю (до 20 учнів).
4. У групах учнів загальноосвітніх шкіл нижчі показники за всіма наскрізними вміннями порівняно з групами учнів спеціалізованих та пілотних шкіл.
5. Учні пілотних класів показали кращі результати за уміннями: співпраця, ухвалення рішень, розв’язання проблемних завдань, обґрунтування власної позиції, ініціативність, творчість. Розбіжність у групах учнів закладів різних типів – понад 10%.
6. Учні спеціалізованих шкіл мають кращі результати в уміннях, пов’язаних із твердими навичками, – “читанням з розумінням” і “критичне та системне мислення”.
Учні з сільських шкіл випереджають учнів із міст у розвитку вміння співпрацювати, розв’язувати проблемні завдання, ухвалювати рішення. Водночас, з-поміж груп учнів, які не впоралися з компетентнісними завданнями, переважають групи із сільських шкіл.
7. Здебільшого показники розвитку наскрізних умінь у груп учнів зі шкіл маленьких міст нижчі, але не суттєво, ніж показники учнів зі шкіл великих міст та сіл.
Жодна група не продемонструвала розвиток “читання з розумінням” на низькому рівні, водночас на високому рівні – лише 22% груп учнів.
8. Наскрізні уміння, які потребують когнітивних зусиль (читання з розумінням, здатність висловлювати свої думки, критичне та системне мислення) проявляються в груповій взаємодії гірше, ніж наскрізні уміння, пов’язані з емоційною та сферою комунікації.
9. 88% груп учнів на достатньому та високому рівнях спроможні керувати власними емоціями та зберігати позитивний емоційний фон під час виконання компетентнісних завдань.
10. 70% груп учнів виявили уміння запобігати конфліктним ситуаціям.
11. 77,2% продемонстрували вміння працювати в групах на достатньому та високому рівнях.
12. Низькі результати виявлено з розвитку умінь критичного та системного мислення – 42% груп учнів мають результати низького та середнього рівнів, лише 7% – високого.
13. 46,75% груп учнів продемонстрували ініціативність на низькому та середньому рівнях.
14. Найбільшу частку результатів низького рівня (21,5%) виявлено з розвитку вміння обґрунтовувати власну позицію.